# قتبت (ثمريت)
قتبت منطقة سكنية تقع في ولاية ثمريت، التابعة لمحافظة ظفار في سلطنة عمان. يقدر عدد سكانها بـ 459 نسمة حسب إحصاء عام 2010 التابع للمركز الوطني للإحصاء والمعلومات الحكومي. رمز المنطقة هو 20510600.

## الوصلات الخارجية
- المركز الوطني للإحصاء والمعلومات، سلطنة عمان